# Luca Presta
Luca Presta (Belvedere Marittimo, 6 dicembre 1995) è un pallavolista italiano, centrale del Pineto.

## Carriera

### Club
La carriera di Luca Presta inizia nel 2008 nelle giovanili della squadra della sua città natale, il BelVolley; l'anno successivo passa alla Callipo di Vibo Valentia, sempre nella squadra giovanile, fino alla stagione 2012-13 quando viene promosso nella prima squadra in Serie A1: nella stagione 2014-15 con lo stesso club disputa la Serie A2, dopo la rinuncia di partecipazione al massimo campionato italiano, vincendo la Coppa Italia di categoria, successo bissato nell'edizione successiva.
Cambia società nella stagione 2016-17 quando si accasa alla New Mater di Castellana Grotte, sempre in Serie A2. Ritorna nella massima divisione per il campionato 2017-18 nuovamente al club di Vibo Valentia, dove resta per un biennio; accetta quindi la proposta del Mondovì, ancora una volta nel campionato cadetto, per l'annata 2019-20, ma già alla fine del novembre 2019 lascia la formazione piemontese per tornare in quella di Castellana Grotte. 
Per il campionato 2020-21 veste la maglia della Prisma Taranto, per poi ritornare, in quello successivo, alla New Mater, sempre in Serie A2. Dopo altre due annate nel club di Castellana Grotte, si trasferisce in Campania a difesa dei colori della Virtus Aversa, neopromossa in serie cadetta.
Per la stagione 2024-25 si trasferisce al Pineto, ancora in Serie A2.

## Palmarès

### Club
- Coppa Italia di Serie A2: 2

2014-15, 2015-16